# Oreolalax schmidti
Oreolalax schmidti é uma espécie de anfíbio da família Megophryidae.
É endémica da China.
Os seus habitats naturais são: florestas temperadas, matagal húmido tropical ou subtropical, rios, pântanos e marismas de água doce.
Está ameaçada por perda de habitat.